# Waldböckelheim
Waldböckelheim ist eine Ortsgemeinde im Landkreis Bad Kreuznach in Rheinland-Pfalz. Sie gehört der Verbandsgemeinde Rüdesheim an. Waldböckelheim liegt im Weinanbaugebiet Nahe und ist gemäß Landesplanung als Grundzentrum ausgewiesen.

## Geographie

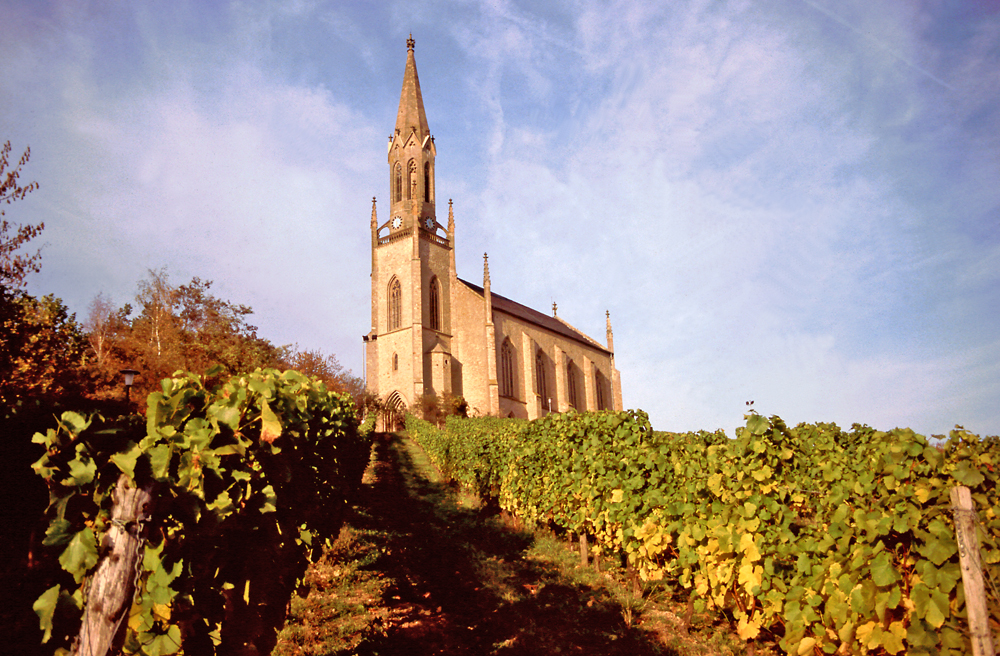
Die evangelische Kirche von Waldböckelheim, umgeben von Weinbergen im Weinanbaugebiet Nahe.

Waldböckelheim liegt nördlich der Nahe im Rheinischen Schiefergebirge und ist von drei erloschenen Vulkanen umgeben. Die Lage befindet sich am südlichen Rand des Naturparks Soonwald und liegt somit im Nahetal. Die höchste Erhebung ist der Welschberg mit 336,3 m ü. NHN im nördlichen Gemeindegebiet. Einer von diesen drei erloschenen Vulkanen ist der Heimberg, auf dem im Frühjahr 2008 der Heimbergturm im Nachbarort Schloßböckelheim erbaut wurde. Das Naturschutzgebiet Göttelsteiner Felsen, welches Waldböckelheim nach Norden zur Nachbargemeinde Bockenau hin abgrenzt, bietet einen Lebensraum für gefährdete und schutzwürdige Pflanzenarten.
Zu Waldböckelheim gehören auch noch die Wohnplätze Drahtwerke, Forsthaus, Goosemühle, Haus vor Leos Ruh, Marienpforterhof, Sudetenlandhof sowie der ehemalige Bahnhof im Süden von Waldböckelheim.

## Geschichte
Der Ort wurde am 10. Februar 824 als Becchilenheim erstmals urkundlich erwähnt. Die Vorsilbe Wald- wurde im 13. Jahrhundert vorangestellt, um sich von Gau-Bickelheim abzuheben. In der Burg Böckelheim wurde im Dezember 1105 Kaiser Heinrich IV. von seinem Sohn Heinrich V. gefangen gehalten. Zusammen mit den umliegenden Orten wurde das Amt Böckelheim gebildet. Nach mehrfach wechselndem Besitz gehörte es mehr als 300 Jahre lang zur Kurpfalz.
Am 5. Januar 1800 verübte der Schinderhannes bei Waldböckelheim einen Raubüberfall auf eine Kutsche mit den Opfern Dr. Kannstadt und den Gebrüdern Reinach.
Am 1. Januar 1969 wurde der Gebietsteil Steinhardt mit 121 Einwohnern von Waldböckelheim nach Sobernheim umgemeindet.
Bevölkerungsentwicklung
Die Entwicklung der Einwohnerzahl von Waldböckelheim bezogen auf das heutige Gemeindegebiet; die Werte von 1871 bis 1987 beruhen auf Volkszählungen:
| Jahr | Einwohner |
| ---- | --------- |
| 1815 | 978       |
| 1835 | 1.359     |
| 1871 | 1.562     |
| 1905 | 1.582     |
| 1939 | 1.397     |

| Jahr | Einwohner |
| ---- | --------- |
| 1950 | 1.692     |
| 1961 | 1.898     |
| 1970 | 2.193     |
| 1978 | 2.286     |
| 1987 | 2.277     |

| Jahr | Einwohner |
| ---- | --------- |
| 1997 | 2.380     |
| 2005 | 2.361     |
| 2011 | 2.236     |
| 2017 | 2.156     |
| 2024 | 2.212     |

## Politik

### Gemeinderat
Der Gemeinderat in Waldböckelheim besteht aus 16 Ratsmitgliedern, die bei der Kommunalwahl am 9. Juni 2024 in einer personalisierten Verhältniswahl gewählt wurden, und dem ehrenamtlichen Ortsbürgermeister als Vorsitzendem.
Die Sitzverteilung im Gemeinderat:
| Wahl | SPD | CDU | FWG | Gesamt   |
| ---- | --- | --- | --- | -------- |
| 2024 | 7   | 4   | 5   | 16 Sitze |
| 2019 | 7   | 5   | 4   | 16 Sitze |
| 2014 | 7   | 5   | 4   | 16 Sitze |
| 2009 | 6   | 5   | 5   | 16 Sitze |
| 2004 | 8   | 5   | 3   | 16 Sitze |

- FWG = Freie Wählergemeinschaft Waldböckelheim e. V.

### Bürgermeister
Ortsbürgermeister ist Helmut Schmidt (SPD). Bei der Kommunalwahl am 9. Juni 2024 wurde er mit einem Stimmenanteil von 78,40 % in seinem Amt bestätigt.

## Wirtschaft und Infrastruktur

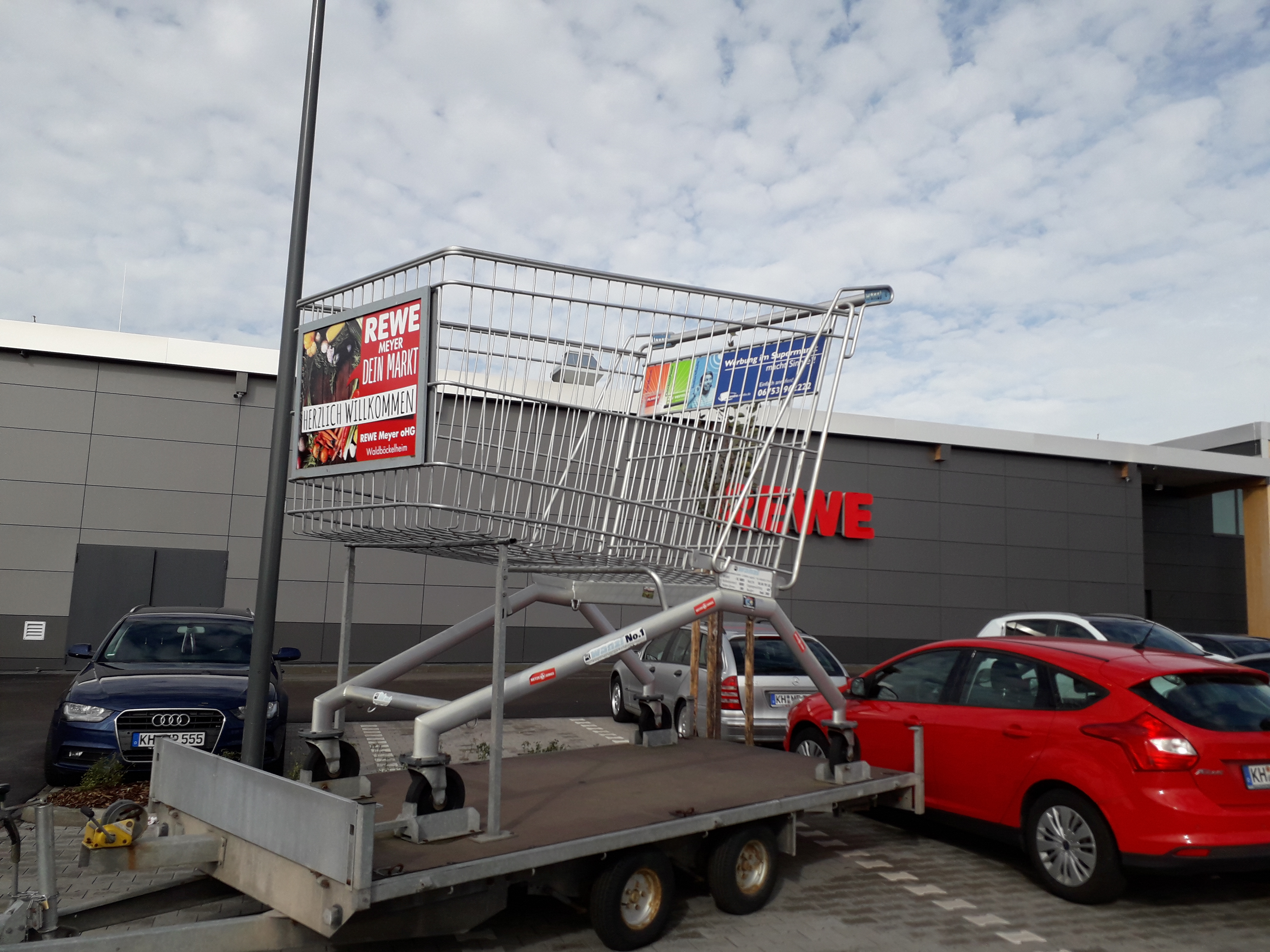
Das neue Einkaufszentrum an der B 41

In Waldböckelheim gibt es zwei Kindergärten, eine Grundschule, eine Integrierte Realschule und eine Freiwillige Feuerwehr. Unmittelbar an Waldböckelheim vorbei führt die Bundesstraße 41. In Staudernheim ist ein Bahnhof der Bahnstrecke Bingen–Saarbrücken. Von besonderer wirtschaftlicher Bedeutung sind die ortsansässigen Winzer die eine Vielzahl von Weingütern betreiben.
Im September 2019 eröffneten ein Aldi Süd und ein REWE Markt direkt an der B 41.

## Kultur und Sehenswürdigkeiten
Die Ortsgemeinde verfügt über zahlreiche denkmalgeschützte Gebäude, unter anderem
- Die von 1833 bis 1835 im romanischen Stil erbaute katholische Kirche St. Bartholomäus in der Ortsmitte weist eine für einen doch recht kleinen Ort ungewöhnliche Doppelturmfront auf, die sich wahrscheinlich aus dem zum Bauzeitpunkt noch bestehenden Simultaneum erklären lässt;
- Die evangelische Bergkirche auf dem Kirchberg wurde 1863 bis 1867 im  neogotischen Stil erbaut.
- Die ehemalige Kurmainzische Faktorei: Ein um 1575 erbautes Gebäude mit Renaissance-Standerker mit Embleme der Mainzer Erzbischöfe.[8]
- Der Marienpforter Hof: Ein Weiler, der auf ein Kloster Marienpfort zurückgeht, das durch den Wilhelmitenorden vermutlich im 13. Jahrhundert gegründet wurde.[9]
- Das Rathaus: 1914 im Heimatstil erbautes Gebäude
- Die Jagdhütte Leo’s Ruh: 1885 von Leo Gräff erbaute Jagdhütte im Waldböckelheimer Wald; wird heute für Waldfeste und als Ausflugsziel genutzt.[10][11]

## Persönlichkeiten

### In Waldböckelheim geboren
- Mina Koch (* 1845 als Tochter des Pfarrers Karl August Schapper), Musikerin und Kirchenliederkomponistin (Stern, auf den ich schaue)
- Otto Friedrich Stern (1868–1902), Physiker und Assistent Wilhelm Conrad Röntgens
- Philipp Gräf (1902–1979), Kommunalpolitiker, Bürgermeister, Landrat (Verdienstkreuz 1. Klasse der Bundesrepublik Deutschland)
- Clemens Kost (1903–1973), Politiker (Zentrum, später CDU)
- Bernhard Sutor (1930–2024), Politikwissenschaftler und christlicher Sozialethiker
- Josef Schmidt (* 1934), Politiker (CDU), Verbandsgemeinde-Bürgermeister, Mitglied des Landtags Rheinland-Pfalz

### Andere Persönlichkeiten
- Karl August Schapper (1815–1898), evangelischer Theologe und Predigerseminardirektor; bekam 1842 eine Hilfspredigerstelle in Waldböckelheim  zugewiesen
- Waldemar Woehl (1902–1976), Herausgeber, Komponist und Musikpädagoge
- Doris Emmerich (* 1954), Deutsche Weinkönigin 1974/75
- Bettina Dickes (* 1971), Politikerin (CDU), ehemalige Abgeordnete des Rheinland-Pfälzischen Landtags (2006–16), sowie Landrätin des Landkreises Bad Kreuznach (seit 2017); lebte einige Zeit in Waldböckelheim
- Jürgen Klein (* 1973), Politiker (AfD); lebt in Waldböckelheim